# Agrotis modesta
Agrotis modesta är en fjärilsart som beskrevs av Karl Schawerda 1931. Agrotis modesta ingår i släktet Agrotis och familjen nattflyn. Inga underarter finns listade i Catalogue of Life.